# Parc d'État de Great River Road
Le parc d'État de Great River Road (en anglais : Great River Road State Park) est une réserve naturelle située dans l'État du Mississippi, aux États-Unis. 